# Mathias Zieleniewicz
Mathias Zieleniewicz fou un compositor polonès de la primera meitat del segle xviii; va ser mestre de capella de la catedral de Cracòvia; es conserven algunes misses i motets manuscrits.